# Distrito de Caynarachi

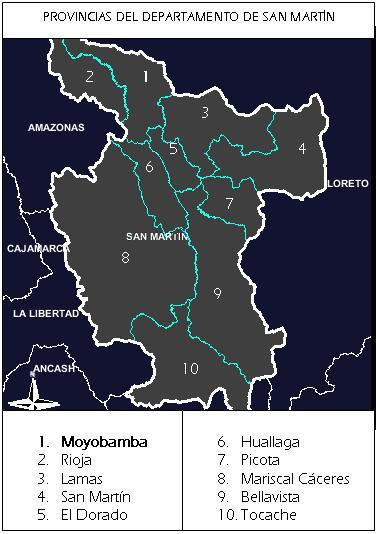
División política del departamento de San Martín.

El distrito de Caynarachi es uno de los once  distritos que conforman la provincia de Lamas en el departamento de San Martín, en el Perú.
Desde el punto de vista jerárquico de la Iglesia católica forma parte de la  Prelatura de Moyobamba, sufragánea de la Metropolitana de Trujillo y  encomendada por la Santa Sede a la Archidiócesis de Toledo en España.

## Geografía
La capital se encuentra situada a 210 m s. n. m.

## Geografía humana
En este distrito de la Amazonia peruana habita la etnia Quechua, grupo Quechua Lamista, autodenominado Llacuash

## Autoridades

### Municipales
- 2019 - 2022[4]
  - Alcalde: Nelser Arol Correa Lozano, de Alianza para el Progreso.
  - Regidores:

  1. Percy Sinti Amasifen (Alianza para el Progreso)
  2. Mercedes Aurelia Tineo Sánchez (Alianza para el Progreso)
  3. Julio Flores Gonzáles (Alianza para el Progreso)
  4. Mary Isabel Dávila Villacorta (Alianza para el Progreso)
  5. Galvin Pinchi Rengifo (Fuerza Comunal)